# Cataño (Cataño)
Cataño es un barrio-pueblo ubicado en el municipio de Cataño en el estado libre asociado de Puerto Rico. En el Censo de 2010 tenía una población de 4283 habitantes y una densidad poblacional de 1583.98 personas por km².

## Geografía
Cataño se encuentra ubicado en las coordenadas 18°26′36″N 66°6′59″O / 18.44333, -66.11639. Según la Oficina del Censo de los Estados Unidos, Cataño tiene una superficie total de 2.7 km², de la cual 0.69 km² corresponden a tierra firme y 2.02 km² (74.52 %) es agua.

## Demografía
Según el censo de 2010, había 28 140 personas residiendo en Cataño. La densidad de población era de 1583,98 hab./km². De los 28 140 habitantes, Cataño estaba compuesto por el 64.35 % blancos, el 17.37 % eran afroamericanos, el 1.14 % eran amerindios, el 0.21 % eran asiáticos, el 12.96 % eran de otras razas y el 3.97 % pertenecían a dos o más razas. Del total de la población el 98.83 % eran hispanos o latinos de cualquier raza.